# Bisdom Baguio
Het bisdom Baguio (Latijn: Dioecesis Baghiopolitana) is een rooms-katholiek bisdom met als zetel Baguio, op de Filipijnen. Het bisdom is suffragaan aan het aartsbisdom Nueva Segovia. 

## Geschiedenis
Het bisdom werd opgericht op 15 juli 1931, als de apostolische prefectuur Mountain Provinces, ookwel Montagnosa genoemd, uit delen van het bisdom Nueva Segovia. Op 10 juni 1948 werd het verheven tot apostolisch vicariaat. Op 6 juli 1992 veranderde het van naam naar apostolisch vicariaat Baguio. Op 24 juni 2004 werd het verheven tot bisdom en werd suffragaan aan het aartsbisdom Nueva Segovia. 
Het verloor gebied bij de oprichting van het bisdom Koforidua (1992), en de apostolisch vicariaten Bontoc-Lagawe (1992) en Tabuk (1992).

## Parochies
Het bisdom had in 2022 een oppervlakte van 2.827 km2 en telde 818.000 inwoners waarvan 72,6% rooms-katholiek was.

## Ordinarii

### Prefecten
- Jozef Billiet (15 november 1935 - 1947)

### Apostolisch vicarissen
- William Brasseur (10 juni 1948 - 7 november 1981)
- Emiliano Kulhi Madangeng (7 november 1981 - 18 december 1987; coadjutor sinds 4 juli 1979, hulpbisschop sinds 24 april 1971)
  - Sebastian Acol Dalis (hulpbisschop: 18 november 1987 - 11 juli 2000)
- Ernesto Antolin Salgado (18 december 1987 - 7 december 2000; coadjutor sinds 17 oktober 1986)

### Bisschoppen
- Carlito Joaquin Cenzon (apostolisch vicaris: 25 januari 2002, bisschop: 24 juni 2004 - 1 oktober 2016)
- Victor Barnuevo Bendico (1 oktober 2016 - 3 maart 2023)
  - Roland Paris Buyagan (administrator: 19 mei 2023 - 17 september 2024)
- Rafael Tambao-An Cruz (20 juni 2024 - heden)

## Galerij van afbeeldingen

Wapen van het bisdom
Voormalig wapen van het apostolisch vicariaat Mountain Provinces

Nueva Segovia (aartsbisdom) · Baguio · Bangued · Laoag